# Claire L'Hoër
 (octobre 2019).
Claire L'Hoër est une historienne et écrivain française née en 1969.

## Biographie
Claire L'Hoër grandit au sein d’une famille de commerçants. En 1989, elle entre à l’École normale supérieure dont elle sort agrégée d’histoire. À partir de 1996, elle publie des ouvrages d'histoire, notamment une biographie de Anne de Bretagne, et signe régulièrement des articles dans les revues Historia, Le Figaro Histoire et Le Monde — Histoire et Civilisations.
Parallèlement, elle prête sa plume à des familles désireuses d'écrire leurs mémoires au sein de la société Pour Mémoire ainsi qu'à des hommes politiques.

## Publications

### Ouvrages
- Les Paradoxes de l'Histoire, Le Cherche Midi, 2010
- Le temps des Vacances, Histoire du tourisme depuis 1750, Pour Mémoire, 2016
- Anne de Bretagne duchesse et reine de France, Fayard, 2020
- Guide secret de la Côte d'Opale , Edilarge, 2020
- Le château de Maintenon, Tallandier, 2025
- La galaxie Louis XIV, Fayard, 2025

### Ouvrages en collaboration
- La Cathédrale d’Évry, avec Claude Mollard, Odile Jacob, 1996
- Le Beau Métier d’avocat, avec Jean Gallot, Odile Jacob, 1999
- La Vie m’a fait crédit, avec Gérard de Chaunac, Pour Mémoire, 2001
- 1940, l’armistice trahison, avec Henri de Moustier, éditions Cêtre, 2003 - Prix littéraire de la Résistance
- Libération, la joie et les larmes - Acteurs et témoins racontent 1944-1945, avec Alain Frerejean, éditions de L’Archipel, 2019 - Finaliste du prix Clément Ader IGESA 2019
- Le siège et la Commune de Paris - Acteurs et témoins racontent 1870-1871, avec Alain Frerejean, éditions de l'Archipel, 2020

### Ouvrage collectif
- Histoire de la France industrielle, Larousse, 1996